# Eleições estaduais no Acre em 1970
As eleições estaduais no Acre em 1970 ocorreram em duas fases conforme previa o Ato Institucional Número Três e assim a eleição indireta para eleger o governador Wanderley Dantas e o vice-governador Alberto Costa aconteceu em 3 de outubro e o pleito para eleger os senadores, José Guiomard e Geraldo Mesquita, três deputados federais e nove estaduais ocorreu em 15 de novembro.
Nascido em Porto Acre, o professor Wanderley Dantas tem formação em Filosofia, Geografia e História pela Universidade Federal do Rio de Janeiro. Funcionário e representante do Ministério da Educação junto ao Acre e ao Amazonas, trabalhou no Departamento Nacional de Educação, colaborou com o Plano Nacional de Erradicação do Analfabetismo e foi assistente técnico do Sistema de Rádio Educativa Nacional (SIRENA). Eleito suplente de deputado federal pelo PSD em 1962, exerceu o mandato sob convocação até ser efetivado em lugar de Valério Magalhães em 1964. Simpático ao Regime Militar de 1964, filiou-se à ARENA foi reeleito deputado federal em 1966 e quatro anos depois foi escolhido governador do Acre pelo presidente Emílio Garrastazu Médici, que prestigiou a continuidade política e administrativa do grupo que assumiu o poder após a queda de José Augusto de Araújo.
O advogado Alberto Costa foi escolhido o primeiro vice-governador da história do Acre já que o cargo não existia apesar da criação do estado datar de 15 de junho de 1962. Graduado pela Universidade Federal do Acre em 1969, antes se formou em Contabilidade no Colégio Acriano em 1954. Auditor no Tribunal de Justiça Desportiva do Acre, foi eleito vereador em Rio Branco via PSP em 1963 chegando à presidência da Câmara Municipal. Após migrar à ARENA alcançou uma suplência de deputado federal em 1966 e foi eleito vice-governador em 1970.

## Resultado da eleição para governador
Toda a bancada da ARENA compareceu à eleição enquanto o MDB se dividiu entre abstenções e duas ausências.
| Candidatos a governador do estado | Candidatos a vice-governador | Número | Coligação             | Votação | Percentual |
| --------------------------------- | ---------------------------- | ------ | --------------------- | ------- | ---------- |
| Wanderley Dantas ARENA            | Alberto Costa ARENA          | -      | ARENA (sem coligação) | 7       | 100%       |
| Fontes:                           |                              |        |                       |         |            |

## Biografia dos senadores eleitos

### José Guiomard
O senador mais votado foi José Guiomard. Mineiro de Perdigão, cursou a Escola Militar de Barbacena, Escola Militar do Realengo e a Universidade Federal do Rio de Janeiro, especializando-se em Astronomia e Geodésia. Membro da comissão de limites geográficos entre Brasil, Paraguai e Venezuela, pertenceu à Ação Integralista Brasileira até a extinção da mesma no Estado Novo. Procurador do Território de Ponta Porã, governou o Acre sob a presidência de Eurico Gaspar Dutra e foi eleito deputado federal pelo PSD em 1950, 1954 e 1958. Em sua passagem pela Câmara dos Deputados apresentou um projeto de lei elevando o Acre de território federal a estado, não obstante a sua derrota para o governo acriano em 1962, mas graças ao ardil das "candidaturas múltiplas" foi eleito senador na mesma oportunidade e reeleito pela ARENA em 1970.

### Geraldo Mesquita
Para a segunda vaga foi eleito o professor Geraldo Mesquita. Natural de Feijó, foi integrante do PSD e seu primeiro cargo público foi o de prefeito de Rio Branco em 1958. Eleito deputado federal em 1962 e 1966, chega ao Senado Federal pela ARENA, mandato ao qual renunciaria em favor de Altevir Leal ao ser escolhido governador do Acre em 1974 pelo presidente Ernesto Geisel.

## Resultado das eleições para senador
Conforme o acervo do Tribunal Superior Eleitoral foram apurados 54.784 votos válidos (92,19%), 4.094 votos em branco (6,89%) e 548 votos nulos (0,92%) resultando no comparecimento de 59.426 eleitores.
| Candidatos a senador da República | Candidatos a suplente de senador | Número | Coligação             | Votação | Percentual |
| --------------------------------- | -------------------------------- | ------ | --------------------- | ------- | ---------- |
| José Guiomard ARENA               | Jorge Lavocat ARENA              | -      | ARENA (sem coligação) | 15.011  | 27,40%     |
| Geraldo Mesquita ARENA            | Altevir Leal ARENA               | -      | ARENA (sem coligação) | 14.972  | 27,33%     |
| Oscar Passos MDB                  | Eduardo Assmar MDB               | -      | MDB (sem coligação)   | 12.720  | 23,22%     |
| Miguel Leite MDB                  | Laélia de Alcântara MDB          | -      | MDB (sem coligação)   | 12.081  | 22,05%     |
| Fontes:                           |                                  |        |                       |         |            |

## Deputados federais eleitos
São relacionados os candidatos eleitos com informações complementares da Câmara dos Deputados.

Representação eleita
  ARENA: 2
  MDB: 1

| Deputados federais eleitos | Partido | Votação | Percentual | Cidade onde nasceu | Unidade federativa |
| Joaquim Macedo             | ARENA   | 5.329   | 18,48%     | Rio Branco         | Acre               |
| Nosser Almeida             | ARENA   | 4.633   | 16,07%     | Sena Madureira     | Acre               |
| Rui Lino                   | MDB     | 4.555   | 15,80%     | Tarauacá           | Acre               |
| Fontes:                    |         |         |            |                    |                    |

## Deputados estaduais eleitos
Relação elaborada a partir de informações obtidas junto ao Tribunal Superior Eleitoral.

Representação eleita
  ARENA: 5
  MDB: 4

| Deputados estaduais eleitos | Partido | Votação | Percentual | Cidade onde nasceu | Unidade federativa |
| Wildy Viana                 | ARENA   | 2.310   | 8,01%      | Brasileia          | Acre               |
| Geraldo Fleming             | MDB     | 2.064   | 7,15%      | Campanha           | Minas Gerais       |
| Joaquim Lopes da Cruz       | ARENA   | 1.814   | 6,29%      | Xapuri             | Acre               |
| Raimundo Hermínio de Melo   | MDB     | 1.501   | 5,20%      | Rio Branco         | Acre               |
| Cláudio Perez Nobre         | ARENA   | 1.457   | 5,05%      | Rio Branco         | Acre               |
| Nabor Júnior                | MDB     | 1.371   | 4,75%      | Tarauacá           | Acre               |
| Alcimar Nunes Leitão        | ARENA   | 1.361   | 4,72%      | Senador Guiomard   | Acre               |
| Edison Cadaxo               | MDB     | 1.289   | 4,47%      | Boca do Acre       | Amazonas           |
| Ênio Ferreira               | ARENA   | 1.134   | 3,93%      | Brasileia          | Acre               |
| Fontes:                     |         |         |            |                    |                    |